# Петровка (Добропольский район)
Петро́вка (укр. Петрівка; до 2016 г. — Петро́вское) — село на Украине, находится в Добропольском районе Донецкой области.
Население по переписи 2001 года составляет 38 человек. Почтовый индекс — 85018. Телефонный код — 6277.

## Адрес местного совета
85018, Донецкая область, Добропольский р-н, с. Золотой Колодезь, ул. Ленина, 30а